# Milotice nad Opavou
Milotice nad Opavou é uma comuna checa localizada na região de Morávia-Silésia, distrito de Bruntál‎.